# Сефи Кули-хан II
Сефи Кули-хан II (перс. صفی خان ‎, (? — ум. 1679) —  иранский голлар грузинского происхождения, бейлербей Мешхеда с 1664 по 1666 годы и Эриванского велаята (Чухур-Саад) с 1674 по 1679 годы.

## Происхождение
Представитель грузинского рода Саакадзе, Сефи Кули был сыном бывшего сепахсалара Ростам-хана и братом Биджан-бея. Сефи Кули-хан также некоторое время служил диванбегом.
У Сефи Кули-хана был сын по имени Ростам, еще один высокопоставленный деятель.